# Frälsare! ack, skåda Du
Frälsare! ack, skåda Du är en psalm av den pietistiska psalmförfattaren Gerhard Tersteegen.

## Publicerad i
- Syréens Sångbok 1843.
- Lilla Kempis' Andeliga Sånger 1876.